# Kylie’s Remixes Volume 1
A Kylie’s Remixes Volume 1 Kylie Minogue ausztrál énekesnő remixalbuma. 1989. március 16-án jelent meg Japánban, ahol a Top 30-as listán arany minősítést ért el. A kiadványt csak 1993-ban jelentették meg Ausztráliában, illetve újra kiadták 1998-ban is. A válogatás Kylie korai Stock/Aitken/Waterman slágereit tartalmazza.

## Számlista
|    | Cím                                             | Hossz |
| -- | ----------------------------------------------- | ----- |
| 1. | I Should Be So Lucky (The Bicentennial Remix)   | 6:12  |
| 2. | Got to Be Certain (The Extra Beat Boys Remix)   | 6:52  |
| 3. | The Loco-Motion (The Sankie Remix)              | 6:36  |
| 4. | Je Ne Sais Pas Pourquoi (Moi Non Plus Mix)      | 5:55  |
| 5. | Turn It into Love                               | 3:37  |
| 6. | It’s No Secret (Extended version)               | 5:49  |
| 7. | Je Ne Sais Pas Pourquoi (The Revolutionary Mix) | 7:16  |
| 8. | I Should Be So Lucky (New Remix)                | 5:33  |
| 9. | Made in Heaven (Made in England Mix)            | 6:19  |

## Slágerlista
| Slágerlista (1989)      | Legfelső helyezés |
| ----------------------- | ----------------- |
| Japán Oricon albumlista | 25                |

## Eladás és minősítés
| Ország | Helyezés   | Szállítás  | Eladás    |
| ------ | ---------- | ---------- | --------- |
| Japán  | Aranylemez | 100 000 db | 84 000 db |